# キンギョヘルペスウイルス
キンギョヘルペスウイルス（英: goldfish haematopoietic necrosis herpes virus: Cyprinid herpes virus-2 (CyHV-2)）は、キンギョ（品種を問わず）に特有のキンギョヘルペスウイルス病、キンギョヘルペスウイルス性造血器壊死症の原因となる二本鎖DNAウイルス。感染個体の未治療の場合の致死率は90%と言われている。

## 概要
日本では1999年に埼玉県で確認され、キンギョの生体流通施設（セリ、市場）等での飼育水の同居感染により日本全国に広がり、2017年現在も流行が続いており、日本国内でパンデミック（大規模感染）の状態である。
ウイルス分離当初、ウイルスによって引き起こされる病気の形態や増殖形式から「ヘルペスウイルス」として分類されてきたが、哺乳類におけるヘルペスウイルスと比べるとゲノムが非常に大きく、内容も異なっていることから異論があった。しかし、現在では研究の進展によって「ヘルペスウイルス」として分類されることで落ち着いている。
コイにおいても本種に似たコイヘルペスウイルスがあるが、正確な学名は本種と合わせていずれも決定されていないため、キンギョヘルペスウイルスはCyprinid herpes virus-2 (コイ科ヘルペスウイルス2、CyHV-2)、コイヘルペスウイルスはCyprinid herpes virus-3 (CyHV-3)として暫定的に分類されており、キンギョヘルペスウイルス（キンギョのみ感染）、コイヘルペスウイルス（コイのみ感染）とも、宿主は名前の通り固有で他の類縁魚類は宿主にならないと考えられていた。
1995年に台湾、1999年に日本、2006年にアメリカ合衆国、2016年にスイス、フランス、インドにてキンギョにキンギョヘルペスウイルスとそれに伴う造血器壊死症の発生が確認されているか強く推定されている。また2016年に中国の長江流域に生息するギベリオブナ（Carassius gibellio）にもキンギョヘルペスウイルスが感染することが確認された。

## キンギョヘルペスウイルス病、ヘルペスウイルス性造血器壊死症
キンギョヘルペスウイルスが原因となる。発症すると斃死率が高く、非耐性キンギョは発症率自体が高い。発症したキンギョは
- 鰓が貧血によりピンクまたは白色になる
- 正常な姿勢のまま衰弱して、造血器（腎臓）の腐敗により横転転覆し斃死する（転覆横転しないこともある）
- 一般的な名称では「転覆病」と呼ばれ腹を膨らませて背腹反転して水面に浮かんで斃死に至る

などの外的特徴が見られる。感染力は強く100匹以上飼育している水槽に1匹の感染魚を入れただけで全個体感染し1匹の感染魚（キャリア）以外全滅したケースがあるほか、感染魚の飼育水の移入、飼育水の飛沫での感染も見られ、魚病を研究している大学施設のビニルカーテン隔離水槽を隔てて隣の水槽に（専門的な技術を持って感染を防除しようとしていたにもかかわらず、個体や飼育水の流入、ネットの使いまわし等も一切無しに）感染が広がった例がある。
なおキンギョヘルペスウイルスは塩素に対する耐性が弱く（70%エタノールに対する耐性はある程度ある）、さらし粉と次亜塩素酸ナトリウムを混合し（塩素玉と呼ばれる）水に投入し器具等を1分間消毒する殺菌方法でほぼ死滅するため、訓練を経たものが非常に慎重に取り扱えば防疫も可能であるが、上記の隔離カーテンを超えた感染等、訓練を経た者でもほんのわずかのミスが原因で感染が広がることもあるため、厳格な隔離と消毒を行っても必ず防疫が可能というわけではない。
キンギョヘルペスウイルスは35℃、4日間の昇温処理により病状の進行が止まることが知られており、早期に前述の治療方法で治療すれば発症を抑えることが出来るが、そのような抑止治療を行った個体はウイルスを体内に保持するキャリアになることが知られている。（専門家はわざとキンギョヘルペスウイルスに感染した個体や死体を水槽に入れて昇温処理を行うことを「強毒生ワクチン」と呼んでいるが、わざとウイルスに感染させてキャリアにして造血器壊死症の発症を間逃れるだけの行為である。）
2006年に簡便なDNA鑑定（PCR-電気泳動法）によりキンギョヘルペスウイルスの感染の判定ができるようになり、2017年現在、同法を用いたウイルス感染判定を行う民間サービスがあるほか、キンギョ生産者については最寄の各県の水産試験場/水産研究所/水産総合センターで検査してくれる場合もある。

## 感染拡大のルート
このウイルスが世界のどこで発生し、どのようなルートで感染が拡大し日本に到来したのか、2017年現在、未だに確定されていない。
日本では1999年に埼玉県で発生流行し、埼玉水産研究所により2004年に昇温処理法が確立されたほか、感染防止のために各県の水産試験場等が努力しているが、キンギョの流通形態（生体流通施設（セリ、市場）での品評と値付け）においてウイルス感染魚と非感染魚が同じ飼育水で一時的に同居することから、セリ、市場等で感染が広がり、日本全国の飼育業者/個人飼育者にウイルス保菌魚が広がっていくものと推定されている。
例えば、2002年に東京水産大学（当時）の研究室で埼玉県内のあるキンギョ飼育業者に、キンギョヘルペスウイルスに一切感染していない養殖キンギョ（SPF）を作成するように指導してキンギョヘルペスウイルスSPFキンギョを作出したが、流通施設で感染するらしくセリで買い取った業者からキンギョが全部死んでしまうと度重なるクレームが来てキンギョヘルペスウイルスSPF作成と流通を断念したケースなどがある。
このため市販の流通キンギョのうちセリを介する個体については、ほぼ昇温処理でウイルス抑止処理をした「強毒生ワクチン」（キャリア）個体、またはその個体との同居個体であり、市販流通キンギョはほぼキンギョヘルペスウイルスのキャリア（感染してウイルスを排出するが目に見えては健康な個体）と考えた方が良い。

## 日本における流行と対策

### 流行の初確認
日本においては1999年に埼玉県で確認され、キンギョの流通形態（生体流通施設（セリ、市場）での品評と値付け）を介して市場での感染により感染魚が日本各地に出荷され広がったものと推定される。

### 市販キンギョでの大流行
1999年以降、キンギョの生体流通施設（セリ、市場）を使って流通した個体が原因不明で斃死し、他の既存の飼育個体も大量斃死するなど、生産者、飼育業者や中間業者で大流行し、生産者、飼育業者は感染防止のために全池のキンギョの処分と干し上げ、1か月の塩素消毒等を行ったり、生体流通施設（セリ、市場）ではエチレンブルーやイソジン等で流通施設内の飼育水を殺菌消毒してセリを行っていたが事態は改善されず、市販キンギョを介して全国的にキンギョヘルペスウイルスが流行するに至った。
2004年に埼玉水産研究所によりウイルスに感染しても病気の主体である造血器（腎臓）壊死症を発症させないようにする昇温処理が確立され、2006年にかけて各県の水産試験場や研究者の間で昇温処理が知られるようになり、2017年現在、民間の流通業者や小売店でも仕入れたキンギョがウイルスに感染していることを前提に昇温処理を行い、「キンギョヘルペス処理」や「キンギョヘルペス対応個体」として販売されている。しかし昇温処理はあくまで病気の主体である造血器壊死症を発症させない為の処理であり、キンギョヘルペスウイルスに感染していることそのものは変わりないため、市販のほとんどのキンギョがキンギョヘルペスウイルスに感染している恐れがあり、飼育家の既存の未感染個体を発症させるには、昇温処理したキャリア1個体でも充分であるため、新しいキンギョを購入して水槽や池に入れたら既存のキンギョが大量に斃死した等の被害が絶えない。
このような過程で、市販キンギョでは、養殖業者、流通者、小売業者により昇温処理によりキンギョヘルペスウイルス対策をしている（保菌魚のまま）個体が流通することになり、生産者や流通業者、小売店、研究者など一部の有識者の間では市販のキンギョがキンギョヘルペスウイルスを持っている（キャリアである）ことが暗黙の了解として扱われることになった。

### 今後の展望
2006年現在、一般的な防疫用ワクチンは製造されておらず、キンギョヘルペスウイルスに感染した個体を意図して非感染個体群に投入して昇温処理し、ウイルスに感染させるが治療を行う「強毒生ワクチン」「生ウイルス」療法しか治療法が見当たらなかったため、2017年現在、キンギョヘルペスウイルス感染個体や感染が疑われる個体群への昇温処理（ウイルスキャリア化）が一般的に行われており、ウイルス感染拡大の根本的な対策が出来ていない状態である。これに対し、2017年にホルマリンでキンギョヘルペスウイルスを弱毒化して腹腔内注射を反復2回行う「弱毒ワクチン」が研究されているほか、そもそもキンギョヘルペスウイルスに暴露されても感染しない防御力のある個体をDNAマーカー（遺伝子マーカー）で事前に調べて、ウイルスに感染しないキンギョ親魚を作出、選抜育種しようとする試みもあるが、ワクチン、DNAマーカーとも2017年現在研究中であり、またいずれも市販キンギョに使用するには非常に高価なこと（生産者の飼育池全個体にワクチン注射をするには連続注射器と労働時間が必要、DNAマーカーの鑑定のためには専門施設が必要）から、普及するには至っていない。
また、現在日本国内で生産、飼育されているキンギョ以外にも、市販流通キンギョは中国の生産者からの輸入も近年増えている。農林水産省により30日の防疫隔離期間が定められているが、意図して斃死個体が出たロットを昇温処理するなどの方法で海外からの輸入個体もすり抜けているのが現状である。
このため、現在まだ開発されていない、個体への注射の必要が無い餌に混ぜるタイプの経口ワクチン、ウイルスそのものを使わないでエンベローブ（ウイルスの外皮）の一部のみを使うペプチドワクチン、そもそもウイルスに感染しない個体をDNAマーカーで選抜して育種するマーカー選抜育種等を確立して、ウイルス耐性のある親魚を作出しウイルスフリーキンギョしか流通させないなどの防疫体制を確立し、キンギョヘルペスウイルスをそもそも持たない個体を作り流通させることが強く望まれる。